# Plasa Argeș, județul Argeș
Plasa Argeș (între 1918 și 1950) a fost o unitate administrativă sub-divizionară de ordin doi în cadrul județului Argeș (interbelic). Reședință de plasă era localitatea cvasi-omonimă, Curtea de Argeș, care avusese o veche tradiție în istoria Munteniei. Plasa avea 113 de sate. 

## Descriere
Plasa Argeș a funcționat între anii 1918 și 1950. Prin Legea nr. 5 din 6 septembrie 1950 au fost desființate județele și plășile din țară, pentru a fi înlocuite cu regiuni și raioane, unități administrative organizate după model sovietic.